# Alexis Lindblom
Alexis Eduard Lindblom, född den 15 januari 1807 i Lyckeby, död den 15 april 1853 i Ronneby, var en svensk filosof och botanist.
Lindblom blev student vid Lunds universitet 1817 och filosofie magister 1826 samt var adjunkt i praktisk filosofi 1831-1851. Han blev adjunkt i filosofi vid Lunds universitet 1831 och förestod under perioden 1833-45 professuren i detta ämne. Det var dock inte som filosof utan som botanist han främst gjorde sig bemärkt. Han ägnade sig huvudsakligen åt växttopografiska och växtgeografiska studier, särskilt angående Blekinge och sydliga Norge, samt lämnade Bidrag till kännedomen af de skandinaviska arterna af slägtet Draba (1839). Han uppsatte och redigerade 1839-1846 "Botaniska notiser". Han tillhörde eleverna till Elias Fries i Lund och grundade i samråd med denne tidskriften Botaniska Notiser 1839. Detta var Nordens första botaniska tidskrift och Lindblom kvarstod som dess redaktör fram till 1846. Publicistisk erfarenhet hade han dessutom från Skånska Correspondenten, vars redaktör han var 1842-1843. Lindblom gjorde flera studieresor till Norge, där han bland annat träffade Mathias Numsen Blytt, som innehade botanikprofessuren i Kristiania.
Lindblom drabbade redan som relativt ung av svår sjukdom. I april 1843 fick han tillstånd att ge sina föreläsningar i hemmet då han inte kunde gå. I september samma år begärde han tjänstledigt och då han inte längre klarade av att sköta sig själv placerades han under förmyndare. Under sina sista år låg han blind och förlamad.